# هیگی دیکسون
هیگی دیکسون (انگلیسی: Hughie Dickson; ۱۴ ژوئیهٔ ۱۸۹۵ – ۱۹۶۵ (۶۹−۷۰ سال)) بازیکن فوتبال اهل بریتانیا بود.
از باشگاه‌هایی که در آن بازی کرده‌است می‌توان به باشگاه فوتبال وورکساپ تاون، باشگاه فوتبال گینزبورو ترینیتی، و باشگاه فوتبال دارلینگتون اشاره کرد.